# モナ・ローザ

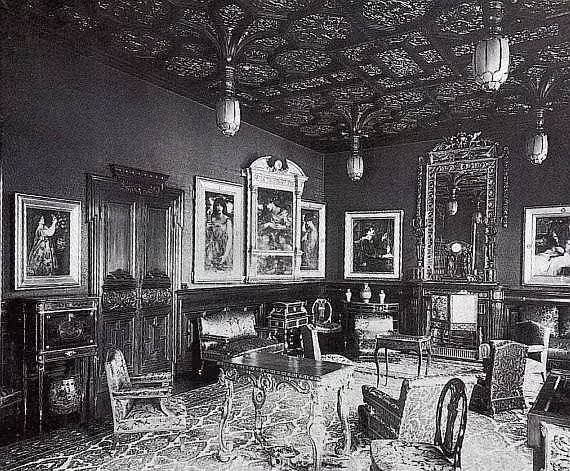
1892年のレイランド邸のコレクション、本作を含む6点のロセッティの作品が飾られていた。

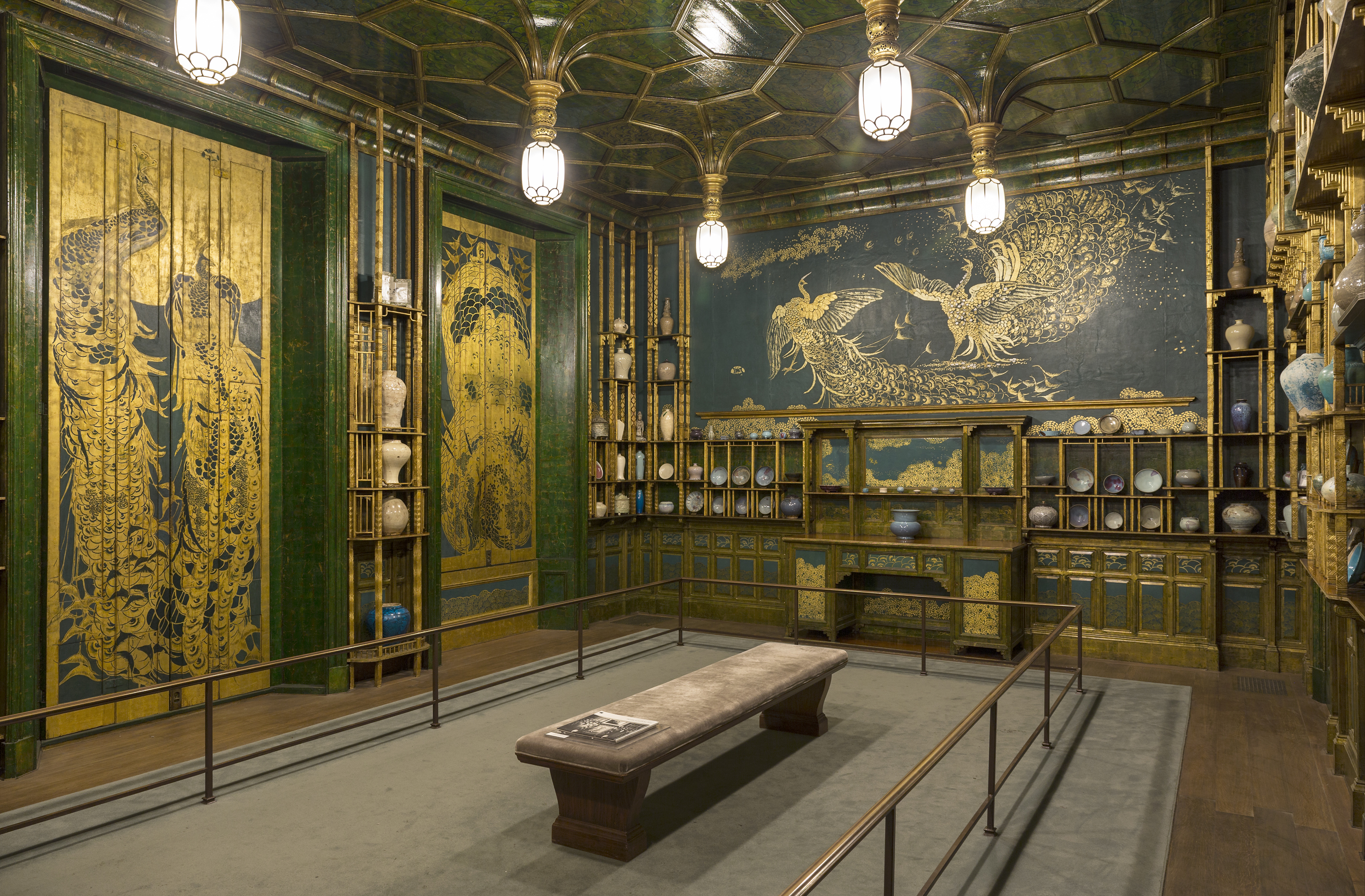
ウィスラーによって装飾されたThe Peacock Room

『モナ・ローザ』（Monna Rosa）は、ラファエル前派の画家、ダンテ・ゲイブリエル・ロセッティ（1828-1882）が、1862年描いた油絵である。イギリスの有力な船主で、美術品コレクターでロセッティのパトロンであったフレデリク・リチャーズ・レイランド（Frederick Richards Leyland: 1831–1892）の注文で、レイランドの妻、フランチェス（Frances Leyland: 1834–1910）を描いた肖像画である。

## 概要
「モナ・ローザ」はイタリア語で「ローザ（バラの）奥さん」のような意味で、金色のドレスを着た女性が、花瓶に活けられた中から一輪のバラの花を切り取ろうとしている姿を描いている。背景には孔雀の羽の模様の布が掛けられていて、この頃、レイランド邸の食堂が「孔雀の間（The Peacock Room）」としてアメリカ生まれの画家のジェームズ・マクニール・ホイッスラー(1834-1903)と、建築家のトーマス・ジーキル（Thomas Jeckyll）によって改装されているので、そこで描かれたかもしれない。
ジェームズ・マクニール・ホイッスラーをレイランド夫妻に紹介したのはロセッティであり、ホイッスラーにもレイランド夫人を描いた「Symphony in Flesh Colour and Pink」のタイトルの肖像画がある。後にレイランドとホイッスラーは対立し、またレイランド夫妻は1872年に別居することになる。
この作品は1892年にレイランドが亡くなるまで、レイランドが所有し、その後何度か競売で取引され個人蔵となっている。

## ギャラリー

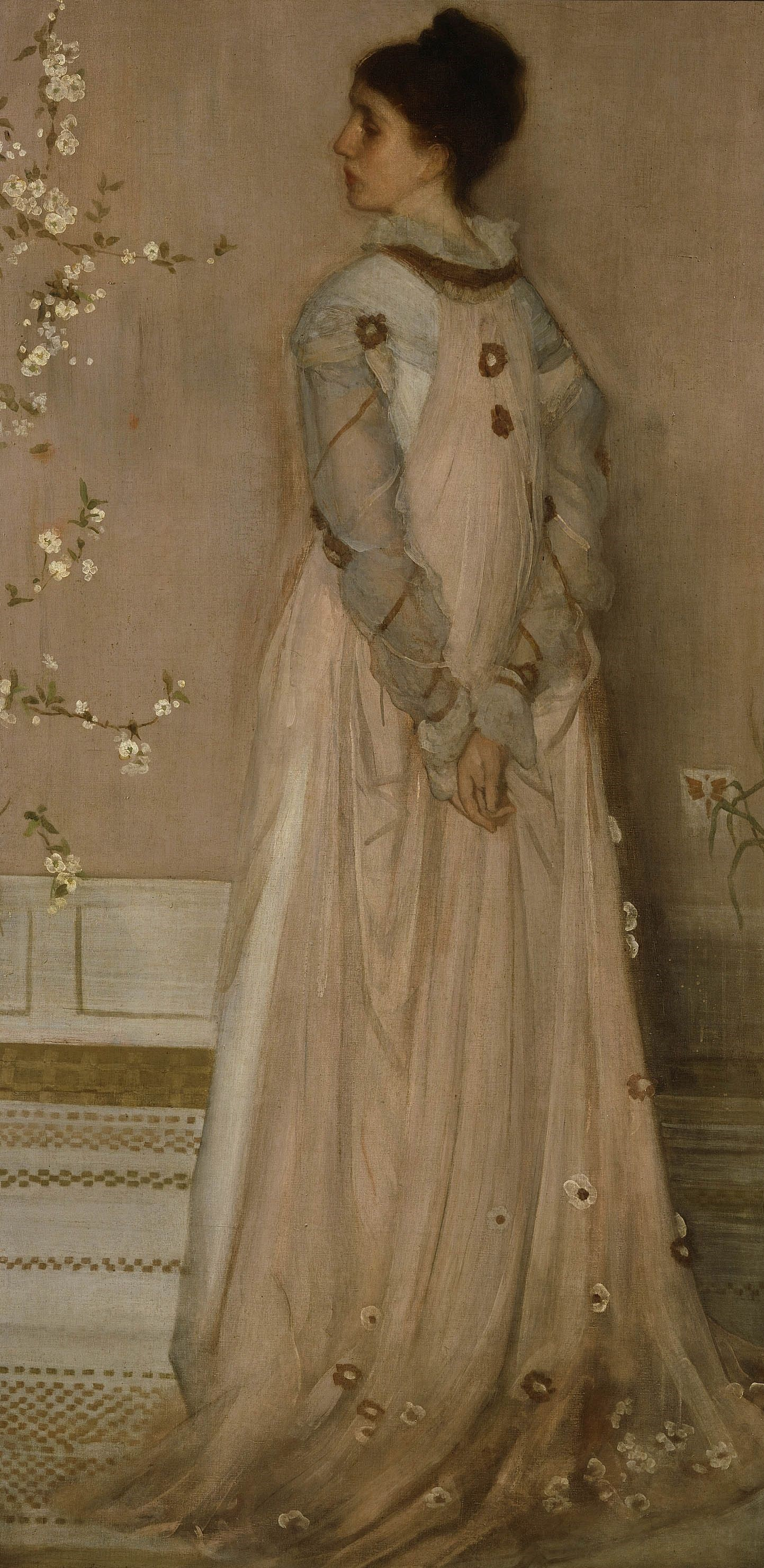
ジェームズ・マクニール・ホイッスラー　作 "Symphony in Flesh Colour and Pink"
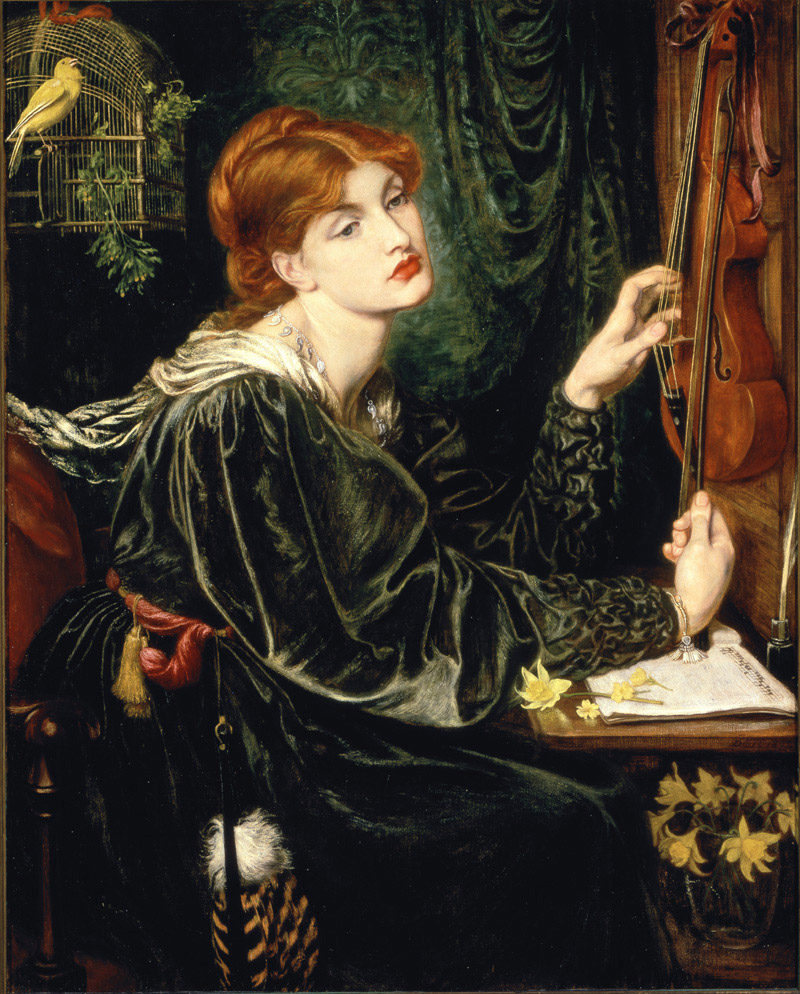
ロセッティからレイランドが購入した別の作品『ヴェロニカ・ヴェロネーゼ』(1872)、モデルはアレクサ・ワイルディング